# Pałac w Uszy
Pałac w Uszy – wybudowany w XIX w. w Uszy.

## Położenie
Pałac położony jest we wsi w Polsce, w województwie dolnośląskim, w powiecie legnickim, w gminie Ruja.

## Historia
Obiekt jest częścią zespołu pałacowego, w skład którego wchodzą jeszcze:  dwie oficyny mieszkalne; oficyna gospodarcza; dwie obory, budynek gospodarczy, stodoła.